# رفائيل ولف
رفائيل ولف (بالألمانية: Raphael Wolf) (6 يونيو 1988 ميونخ ألمانيا - ) هو لاعب كرة قدم ألماني، يلعب كحارس مرمى.

## وصلات خارجية
رفائيل ولف على موقع قاعدة بيانات كرة القدم.إي يو (الإنجليزية)
- رفائيل ولف على موقع بيانات كرة القدم. دي إي (الألمانية)
- رفائيل ولف على موقع Soccerway.com (الإنجليزية)
- رفائيل ولف على موقع عالم كرة القدم.نت (الإنجليزية)
- رفائيل ولف على موقع AS.com (الإسبانية)